# Stowaway (2021)
Stowaway is een Amerikaans-Duitse sciencefictionfilm uit 2021, geregisseerd door Joe Penna.

## Verhaal
De driekoppige bemanning van een Hyperion-ruimteschip is op weg naar Mars, waar ze een kolonie moeten voorbereiden op langdurige menselijke kolonisatie. De missie wordt geleid door commandant Marina. De begeleidende wetenschappers, Yale-afgestudeerde en arts Zoe en Harvard-afgestudeerde en bioloog David, werden geselecteerd uit duizenden kandidaten. Kort na het opstijgen merkt Marina bloed op een van de bedieningselementen, en dan ontdekken ze een gewonde man. Zoe zorgt voor zijn snee.
De man die niet aan boord had mogen zijn heet Michael en is een van de engineers die betrokken waren bij de voorbereidingen voor de lancering. Wanneer hij verneemt dat een terugkeer naar de aarde onmogelijk is, lijkt de gedachte om voor twee jaar gescheiden te zijn van zijn jongere zus, wiens voogd hij is, hem ondraaglijk.
De aanwezigheid van Michael aan boord vormt een probleem voor de bemanning, vooral wanneer ze ontdekken dat de koolstofdioxidewasser in het luchtzuiveringssysteem niet goed werkt. Life support heeft maar genoeg zuurstof voor drie, niet voor vier. Mars is nog vijf maanden verwijderd, dus samen proberen ze een manier te vinden om het probleem op te lossen. David levert zijn algenmonsters, die het resultaat zijn van jarenlang onderzoek om de luchtzuivering te verbeteren, maar de poging mislukt.

## Rolverdeling
| Acteur           | Personage      |
| ---------------- | -------------- |
| Anna Kendrick    | Zoe Levenson   |
| Daniel Dae Kim   | David Kim      |
| Shamier Anderson | Michael Adams  |
| Toni Collette    | Marina Barnett |

## Productie
In oktober 2018 werd aangekondigd dat Anna Kendrick was gecast om te verschijnen in Joe Penna's volgende film, met in de hoofdrol als medisch onderzoeker. In januari 2019 werd Toni Collette aan de cast toegevoegd, in de rol van de scheepscommandant. In mei werd Shamier Anderson gecast als de titulaire verstekeling en Daniel Dae Kim trad toe als bioloog van het schip.
De opnames begonnen op 11 juni 2019 in Keulen en München en werden na 30 dagen afgerond. YouTuber en wetenschapscommunicator Scott Manley was een adviseur voor de film.
De filmmuziek is gecomponeerd door Volker Bertelmann beter bekend als Hauschka en uitgebracht op een soundtrack op 23 april 2021.

## Release
Op 22 april 2021 werd de film wereldwijd uitgebracht op Netflix en Prime Video (in Canada), met uitzondering van de Duitstalige landen. De film werd in de Duitse bioscopen uitgebracht op 24 juni 2021.

## Ontvangst
De film ontving over het algemeen gunstige recensies van critici. Op Rotten Tomatoes heeft Stowaway een waarde van 77% en een gemiddelde score van 6,50/10, gebaseerd op 102 recensies. Op Metacritic heeft de film een gemiddelde score van 63/100, gebaseerd op 24 recensies.